# إمين ميلي
إمين ميلي (مواليد 14 أكتوبر 1979) كاتب وناشط في مجال حقوق الإنسان، تعرض للنفي من موطنه أذربيجان ويعيش في ألمانيا، هو مدير تنفيذي في تليفزيون ميدان.

## الخلفية
إمين ميلي كاتب ولد في مدينة باكو، تم سجنه عام 2009 لمدة عامين ونصف بسبب آرائه النقدية للحكومة، وحصل على إطلاق سراح مشروط في نوفمبر/ تشرين الثاني بعد قضاء 16 شهرا من عقوبته بسبب الضغط الدولي القوي على حكومة أذربيجان. عمل مدير لمؤسسة فريدريش إيبرت من بين عامي 2002 و2004، كما بإبلاغ المحكمة الأوربية عن أكثر من 40 حالة لسجناء سياسيين في أذربيجان، تو أطلاق سراح العديد منهم نتيجة ضغوط من المحكمة الأوربية. عمل قبل ذلك منسقًا للمعهد الجمهوري الدولي في أذربيجان، درس في كلية الدراسات الشرقية والأفريقية بجامعة لندن حيث قدم أُطروحة عن الإعلام الجديد والثورات العربية. 

## الإعتقال والمحاكمة
في 8 يوليو / تموز 2009، تعرض إمين ملي وعدنان حاجيزاد للاعتداء والضرب المبرح على يد رجلين في مطعم في وسط مدينة باكو[4][./Emin_Milli#cite_note-globalvoices-4 [4]]، ذهب الإثنين لتقديم شكوى حول الاعتداء ولكن بدلا من ذلك احتجزتهم الشرطة وفتحوا قضية جنائية ضد كليهما بتهمة الهمجية والتخريب. 
في 10 يوليو / تموز 2009، حكم القاضي رؤوف أحمدوف، من محكمة مقاطعة سابيل في باكو، على كليهما بالحبس الاحتياطي لمدة شهرين. حضر المحاكمة المفوض الاتحادي الألماني  لحقوق الإنسان غونتر نوك في باكو، وكان الشخص الوحيد المسموح له برؤية إمين ميلي لعدة دقائق بعد إبقاءه منتظرًا لفترة. ورفضت المحكمة العليا طلب باستئناف القضية. 
أدانت منظمة مراسلون بلا حدود[10][./Emin_Milli#cite_note-10 [10]] ومنظمة الأمن والتعاون في أوروبا[11][./Emin_Milli#cite_note-11 [11]] والاتحاد الأوروبي[12][./Emin_Milli#cite_note-12 [12]]، وعدد من الدول الأجنبية بشدة اعتقال ميلي وحاجزاده، كما أثارت القضية احتجاجات من 18 مسئول من جامعة ريتشموند[13][./Emin_Milli#cite_note-13 [13]]، وهي الجامعة التي درس بها عدنان، وأيضًا من شركة بي بي[14][./Emin_Milli#cite_note-14 [14]] التي كان يعمل بها. وصنفته منظمة العفو الدولية سجين رأي.    
دعا الرئيس الأمريكي باراك أوباما نظيره الأذربيجاني إلهام علييف إلى إطلاق سراح المدونين المسجونين أمين ميلي وعدنان حاجيزاده عندما عقد الزعيمان اجتماعاً ثنائياً خلال جلسة الجمعية العامة للأمم المتحدة في نيويورك في 24 سبتمبر/ أيلول 2010. صرح البيت الأبيض أن الرئيس أوباما قد ألح على علييف لتحرير المدونين كجزء من الجهود المتزايدة لحماية حقوق الإنسان وتنفيذ الإصلاحات الديمقراطية.     
بعد انتهاء التحقيق في قضية ميلي وحجيزاده في 22 أغسطس / آب، وتم توجيه تهمة إضافية ضدهما وفي 4 سبتمبر/ أيلول وهي (إلحاق وعن عمد الضرر البدني). ترأس القاضي أراز حسينوف الجلسة التحضيرية حيث قدمت مجموعة متنوعة من الاقتراحات الدفاعية، تدعو بإسقاط التهم وأخري لسماح بالتغطية الإعلامية للإجراءات، وتم تقديم طلب بإطلاق سراح المتهمين، ولكن تم الرفض من قبل المحكمة. بعد شهرين من جلسات المحكمة، تم إدانة كلا من عدنان حاجيزادا وإمين ملي، وحُكم على عدنان بالسجن لمدة عامان وعلى إمين بالسجن عامان ونصف.

## بعد إطلاق سراحه
تم الإفراج عن إمين ملي بشكل مشروط في نوفمبر / تشرين الثاني 2010 ولم يسمح له بمغادرة أذربيجان حتى يونيو /حزيران 2011. غطت صحيفة نيويورك تايمز بعض تفاصيل حياته بعد الإفراج عنه. استمر في كونه أحد أكثر الأصوات معارضة حيث طالب على المستوى الدولي لإطلاق سراح جميع السجناء السياسيين في أذربيجان. ألقى ميلي خطابا أمام الرئيس علييف خلال منتدى إدارة الإنترنت في نوفمبر / تشرين الثاني 2012 مع رسالة مفتوحة تقول الحقيقة حول الوضع الحقيقي في أذربيجان. نُشرت الرسالة المفتوحة في ذي إندبندنت ومدونة لي مونديه وجريدة جريدة دير شبيجل وجريدة جازيتا، وعلى إذاعة اذادليك.         
بدأ ميلي العمل في بوابة أخبار تليفزيون ميدان في 2013.

## وصلات خارجية
- Emin Milli's bio - azeri version - www.adam.az